# اودا ایلوکا
اودا ایلوکا (به لاتین: Uda Iluka) یک منطقهٔ مسکونی در سری‌لانکا است که در استان مرکزی (سری‌لانکا) واقع شده‌است.